# Pascal (mértékegység)
A pascal (jele: Pa) a nyomás mértékegysége az SI-ben. Jelentése szerint 1 newton per négyzetméternek felel meg. A légköri nyomás a tengerszinten nagyjából 100 000 Pa. A mindennapi életben használatos még a kilopascal (1 kPa = 1000 Pa) vagy a megapascal (1 MPa = 106 Pa) alak is.

## Definíció és átváltás más nyomásegységek között
1 pascal (Pa) ≡ 1 N·m‒2 ≡ 1 J·m‒3 ≡ 1 kg·m‒1·s‒2
|        | pascal Pa   | bár bar       | technikai atmoszféra at | fizikai atmoszféra atm | torr és mmHg | font per négyzethüvelyk psi |
| ------ | ----------- | ------------- | ----------------------- | ---------------------- | ------------ | --------------------------- |
| 1 Pa   | ≡ 1 N/m²    | 10−5          | 10,197·10−6             | 9,8692·10−6            | 7,5006·10−3  | 145,04·10−6                 |
| 1 bar  | 100 000     | ≡ 106 dyn/cm² | 1,0197                  | 0,98692                | 750,06       | 14,504                      |
| 1 at   | 98 066,5    | 0,980665      | ≡ 1 kp/cm²              | 0,96784                | 735,56       | 14,223                      |
| 1 atm  | 101 325     | 1,01325       | 1,0332                  | ≡ 101 325 Pa           | 760          | 14,696                      |
| 1 torr | 133,322     | 1,3332·10−3   | 1,3595·10−3             | 1,3158·10−3            | ≡ 1 mmHg     | 19,337·10−3                 |
| 1 psi  | 6,89476·103 | 68,948·10−3   | 70,307·10−3             | 68,046·10−3            | 51,715       | ≡ 1 lbf/in²                 |

Például: 1 Pa = 1 N/m²  = 10−5 bar  = 10,197·10−6 at  = 9,8692·10−6 atm … stb.

## Az elnevezés eredete
A mértékegység a nevét Blaise Pascal, a híres francia matematikus, fizikus és filozófus után kapta, aki más tudományos munkája mellett a légnyomás mérésére szolgáló barométerrel végzett kísérleteket. A pascal nevet, mint a newton per négyzetméter SI-mértékegységét a 14. Nemzetközi Mérésügyi Konferencián (Conférence Générale des Poids et Mesures – CGPM) fogadták el 1971-ben.
A normál légköri nyomás 101 325 Pa = 101,325 kPa = 1013,25 hPa = 1013,25 mbar = 760 torr. Ezt a definíciót használja a repülőgépgyártás és az olajipar is.
1985-ben az IUPAC javasolta az 1 bar, mint nyomásegység bevezetését. Tekintettel a normál légköri nyomás 100 000-es nagyságrendjére 100 000 Pa = 1 bar. Ezt a mértékegységet használják a kompresszorok és a pneumatikus berendezések gyártásánál, minősítésénél is (ISO 2787).
Az Unicode karakterkészlet tartalmaz külön szimbólumot a Pa (U+33A9) és kPa (U+33AA) mértékegységnek, de ezek célja csupán a visszafelé való kompatibilitás megőrzése a régebbi karakterkészletekkel, így használatuk csökken.

## A bar és a pascal használata
A meteorológusok a légnyomás mérésére korábban a millibart használták. A pascal SI-mértékegységként való bevezetése óta az egymással teljesen egyenértékű hektopascal és millibar egyaránt előfordul a meteorológiai gyakorlatban. Más területen a kilopascal is használatos.
1 hektopascal (hPa) ≡ 100 Pa ≡ 1 mbar.
1 kilopascal (kPa) ≡ 1000 Pa ≡ 10 hPa.
1 megapascal (MPa) ≡ 106 Pa ≡ 1000 kPa.
1 gigapascal (GPa) ≡ 109 Pa ≡ 1000 MPa.
1 terapascal (TPa) ≡ 1012 Pa ≡ 1000 GPa.
A korábbi szovjet mts rendszerben a nyomás mértékegysége a pieze volt, ami egy kilopascal-nak felelt meg.